# Crepidium cribbianum
Crepidium cribbianum är en orkidéart som beskrevs av Dariusz Lucjan Szlachetko och Marg.. Crepidium cribbianum ingår i släktet Crepidium, och familjen orkidéer. Inga underarter finns listade i Catalogue of Life.